# Fredrik Nilsson
Fredrik Nilsson Hallner (ur. 1 lipca 1973) – szwedzki szpadzista, brązowy medalista mistrzostw świata.
Podczas mistrzostw świata w Hawanie w 2003 roku Szwedzi w składzie: Fredrik Nilsson, Robert Dingl, Péter Vánky i Magnus Malmgren zdobyli brązowy medal w zawodach drużynowych. W rywalizacji indywidualnej zajął tam 25. miejsce.
Ponadto zdobył brązowy medal w turnieju drużynowym na mistrzostwach Europy w Kopenhadze w 2004 roku.